# يوغان
يوغان هي مدينة من مدن هايتي تقع ضمن مناطق دائرة يوغان في الإدارة الغربية. يبلغ عدد سكانها 90000 نسمة. تقع على بعد 29 كم (18 ميل) من العاصمة الهايتية بورت أو برنس،

## أعلام
- جان جاك بيير
- قاي جوزيف بونيت
- باسكال ميليام
- فرانتز غيليس